# Liste der Naturdenkmäler in Münzenberg
Die Liste der Naturdenkmäler in Münzenberg nennt die auf dem Gebiet der Stadt Münzenberg, im Wetteraukreis (Hessen), gelegenen Naturdenkmäler. Sie sind nach dem Hessischen Gesetz über Naturschutz und Landschaftspflege (Hessisches Naturschutzgesetz – HAGBNatSchG) § 12 geschützt und bei der unteren Naturschutzbehörde des Wetteraukreises eingetragen.
| Bild                          | Bezeichnung         | Ortsteil, Lage                                                       | Beschreibung | Art        | Nr.     |
| ----------------------------- | ------------------- | -------------------------------------------------------------------- | --- | ---------- | ------- |
| mehr Fotos \| Fotos hochladen | Eiche               | Gambach, Flur 7, Flurstück 92 50° 27′ 5,7″ N, 8° 43′ 30,6″ O         | Eiche am Wegesrand südlich der Wetter. Schutzgrund: Alter und Schönheit. | Eiche      | 440.175 |
| mehr Fotos \| Fotos hochladen | Speierling          | Trais-Münzenberg, Flur 9, Flurstück 5 50° 27′ 8,9″ N, 8° 47′ 15,8″ O | Speierling am Traiser Steinberg (FFH-Gebiet Basaltmagerrasen am Rand der Wetterauer Trockeninsel, Teilgebiet 13b). Nördlicher Baum neben ND 440.220. Schutzgrund: Speierling              | Speierling | 440.219 |
| mehr Fotos \| Fotos hochladen | Speierling          | Trais-Münzenberg, Flur 9, Flurstück 5 50° 27′ 8,3″ N, 8° 47′ 16,5″ O | Speierling am Traiser Steinberg (FFH-Gebiet Basaltmagerrasen am Rand der Wetterauer Trockeninsel, Teilgebiet 13b). Südlicher Baum neben ND 440.219. Schutzgrund: Speierling               | Speierling | 440.220 |
| mehr Fotos \| Fotos hochladen | Eiche an der Kirche | Münzenberg, Flur 1, Flurstück 4 50° 27′ 8,3″ N, 8° 46′ 34,2″ O       | Eiche im Kirchhof südlich der Evangelischen Kirche (KD) an der Eichergasse. Schutzgrund: Sehr ortsbildprägender und großer Einzelbaum im eng bebauten alten, kulturhistorischen Ortskern. | Eiche      | 440.282 |